# Franz Tourbié
Franz Tourbié (* 9. März 1847 in Flecken Zechlin, Prignitz; † 31. März 1910 in Berlin) war ein deutscher Richter in Pommern. Über 18 Jahre war er sozialpolitischer Stadtrat in Berlin.

## Leben
Tourbié besuchte das Königliche Realgymnasium in Bromberg. Nach dem Abitur studierte er an der Friedrich-Wilhelms-Universität zu Berlin Rechtswissenschaft. 1866 wurde er im Corps Marchia Berlin aktiv. Er wechselte an die Albertus-Universität Königsberg. Im Wintersemester 1868/69 wurde er Corpsschleifenträger der Masovia. Nach den Examen in Königsberg (1870) trat er in die Rechtspflege des Königreichs Preußen. Die ersten Referendarstationen waren das Königliche Kreisgericht zu Angermünde und das Kreisgericht zu Rosenberg i. Westpr. 1876 war er bei Justizrat Grieben in Angermünde und 1876/77 bei Rechtsanwalt Contenius in Berlin. Unter dem Schirm des Königlichen Appellationsgerichts in Cöslin war er 1877–1879 Kreisrichter in Bärwalde. 1879 wurde er zum Assessor der Armendirektion und zum unbesoldeten Stadtrat der Berliner Verwaltung gewählt. Dort blieb er 31 Jahre. Am 5. Mai 1892 wurde er von der Berliner Stadtverordnetenversammlung zum besoldeten Stadtrat für eine Amtszeit von 12 Jahren im Magistrat von Berlin gewählt. Er war Vorsitzender der Steuerdeputation und der Grundeigentumsdeputation und befasste sich mit dem Armenrecht. Im Mai 1896 schrieb er einen sozialpolitischen Bericht an den damaligen Berliner Oberbürgermeister Robert Zelle. Zelle galt als Linksliberaler bzw. damals Freisinniger mit Augenmerk auf die Sozialpolitik in Berlin, der gegen die damalige junge SPD agierte. 1904 wurde er als besoldeter Stadtrat wiedergewählt. Er starb kurz nach seinem 63. Geburtstag in seinem achtzehnten Amtsjahr als Berliner Stadtrat und wurde in Hamburg feuerbestattet.

## Werke
- Dänisches Armenrecht unter theilweiser Vergleichung mit deutschem Recht. Puttkammer & Mühlbrecht, Berlin 1888.
- Dänisches Armenrecht. Puttkammer & Mühlbrecht, Berlin 1892.
- mit Robert Zelle und Rudolf Korn: Handbuch des geltenden Öffentlichen und Privat-Rechts für das Gebiet des Preussischen Landrechts. J. Springer, Berlin 1898.
- Notizen eines Laien aus der Literatur der Geisteswissenschaften in 7 Fragestücke geordnet. S. Cronbach, Berlin 1901. [?]
- als Herausgeber: Robert Zelle († 1901): Die Städteordnung [für die sechs östlichen Provinzen der preußischen Monarchie] von 1853 in ihrer heutigen Gestalt, nebst dem Kommunalabgabengesetz und Nebengesetzen. J. Springer, Berlin 1903.